# ペルソナQ2 ニュー シネマ ラビリンス
『ペルソナQ2 ニュー シネマ ラビリンス』（ペルソナキューツー ニュー シネマ ラビリンス、PERSONAQ2 NEW CINEMA LABYRINTH）は、アトラスより2018年11月29日に発売されたニンテンドー3DS用ゲームソフト。アメリカとヨーロッパでは2019年6月4日に発売された。

## 概要
略称は「PQ2」。アトラス社のRPG作品「ペルソナシリーズ」の1作品であり、『ペルソナQ シャドウ オブ ザ ラビリンス』の続編にあたる。同シリーズの『ペルソナ3』および『ペルソナ3 ポータブル』、『ペルソナ4』、『ペルソナ5』の登場人物が作品の垣根を越えて一堂に会し、不思議な世界を共に探るクロスオーバー作品。登場キャラクターの外見は「シャドウ オブ ザ ラビリンス」同様にデフォルメ化されたデザインになっている。
システムは前作同様、主柱となる部分にアトラス社の別シリーズ作「世界樹の迷宮シリーズ」の要素を採用。マッピングをしながら迷宮を探索するシステムを受け継ぎつつ、「シャドウ オブ ザ ラビリンス」同様にサブペルソナを使用可能。

## ストーリー
メメントスを探索していたジョーカーら「心の怪盗団」。ところが、モルガナカーが突如制御不能になり、不思議な空間へ吸い込まれてしまう。空間の先には見知らぬ敵がうろつく謎の街が広がっていた。怪盗団はそこを何とか脱出すると、次に辿り着いたのは出口がない不思議な「映画館」であった。そこで、怪盗団は白い髪に白い帽子、黒と赤のセーラー服の少女・ひかりと、白ずくめの服に黒い髪の女性・ナギに出会い、自分たちが映画の中から出て来たという事実を告げられる。先程の謎の街の正体は、映画をモチーフにした異世界「映画世界（ラビリンス）」であった。一同のもとにはさらに、かつて異世界「狭間の地」で出会った善と玲との協力して危機から救った怪盗団と同じく別世界の高校生達「ペルソナ」能力を持つ別の集団「特別課外活動部」と「自称特別捜査隊」がやって来る。
こうして、何かに導かれるように出会ったペルソナ使い達は、出口のない映画館から脱出するために迷宮探索を始める。

## システム
マッピング
タッチパネル画面に表示された方眼に、プレイヤーがマップを書き込んでいく。基本的には世界樹の迷宮シリーズ準拠だが、オートパイロットで同じ道の往復が可能になっていたり、抜け道アイコンが自動で矢印アイコンに変わるなど、全体的に使いやすくブラッシュアップされている。コンフィグでオートマッピングをONにすると、移動に合わせて壁も自動で書き込まれる。
また、各フロアに踏破率100%で開く宝箱が設置されており、便利なアイテムが入手できる。踏破率が100%未満でも、踏破率に応じた数のゲームコインを消費すれば開く事が可能。
ペルソナ
メインペルソナの他に付け替え自由のサブペルソナを1体装備できる。
メインペルソナは各キャラ固有で変更できないが、アイテムのスキルカードを使って任意のスキルを覚えさせる事ができる他、他のペルソナが習得しない専用スキルを1つ習得する。
サブペルソナは『ペルソナ3』、『ペルソナ4』、『ペルソナ5』で主人公が使いわけていたペルソナと同じような物。戦闘後に取得したり、ベルベットルームでペルソナ合体を行って入手する。メインペルソナにないスキルを付与できる他、HPとSPにボーナスが得られる為、長所の強化や短所の補強、汎用性の確保などが行える。
戦闘
世界樹の迷宮シリーズ準拠で、最大5キャラが前・後衛に分かれてパーティを組む。それに伴い、ペルソナシリーズとはスキルの範囲や射程が変更されている物が多く、世界樹の迷宮の特徴的なシステムである「封じ」なども導入されている。
敵の弱点を突く攻撃をしたりクリティカルヒットを出すと、敵をダウンさせて行動をキャンセルさせる事がある他、そのキャラがBOOST状態になる。BOOST状態のキャラは、次のターンでの行動速度が上昇しスキルの消費が0になる、追撃や総攻撃が起こりやすくなる、戦闘終了時にBOOST状態のキャラが多いほどペルソナがドロップしやすい、といったメリットがある。
また、リーダーは戦闘で上昇するゲージを使って回復や補助を行うリーダースキルを使う事ができる。これはリーダー個人の行動とは別カウントになるが、リーダーが行動不可能な場合は使えない。使用できるリーダースキルは、戦闘時のナビゲーターに依存する。
サブペルソナで増加するHPとSPは探索時には計算されず、戦闘時のみ加算される。戦闘での消費がサブペルソナでの増加分以内で収まった場合は、元のHPとSPは戦闘開始時のまま維持される。
本作では『ペルソナ5』で登場したバトンタッチシステムと、協力技が追加。バトンタッチは、BOOST状態の仲間がいる時に、別の仲間にBOOSTを渡して交代できる。ただし使用するとキャンセルが出来ない。
協力技は、特別上映をクリアして参加したキャラクター同士の絆が深まると習得できる。協力技に必要なキャラのうち、誰かがパーティにいる状態で、そのキャラが敵をダウンさせると、発動可能性が上昇する。
特別上映
ストーリーを進めると、「特別上映」と呼ばれるシリーズキャラが垣根を越えて絡み合う様々なイベントが発生。特別上映時は、一部のエリアが通行不可、特別な宝箱が出現するといった、映画世界（ラビリンス）に通常とは異なる変化が起きている。
クリアすると特別上映に参加したキャラの絆が深まり、協力技が習得可能になる。
ヤル気状態
本作ではキャラが時折この状態になる事があり、該当キャラからPT編成を促すイベントが発生する事がある。また、ヤル気状態のキャラは、戦闘での取得経験値増加、物理攻撃でのクリティカル率上昇、サブペルソナを装備した際のHPSPの増加量増加といったメリットがある。
難易度
簡単な順にSAFETY、EASY、NORMAL、HARD、RISKYの5段階あり、SAFETYは戦闘で全滅してもその場で復活できる。RISkYは主人公をゲームから外す事が出来ず、『ペルソナ』本編シリーズ同様、主人公が戦闘不能になったら他の仲間が無事でも即ゲームオーバーとなる。
難易度は原則として自由に変更できるが、RISKYは一度選ぶとクリアするまで他の難易度に変更できない。

## 登場人物
特定の条件を満たすと、プレイヤー達のメインペルソナの転生が出来るようになり、特殊なスキルを取得可能となる。また、一部のプレイヤーはメインペルソナが進化せず、新たなスキルを取得可能となる。

### ペルソナ5
ジョーカー / P5主人公（デフォルト名なし）
声 - 福山潤
メインペルソナ - アルセーヌ → サタナエル
武器 - ナイフ
本作の主人公。怪盗団のリーダーである少年。
モナ / モルガナ
声 - 大谷育江
メインペルソナ - ゾロ → メルクリウス
武器 - パチンコ
黒猫の姿をしている謎の生物。
スカル / 坂本 竜司（さかもと りゅうじ）
声 - 宮野真守
メインペルソナ - キャプテン・キッド → セイテンタイセイ
武器 - 棍棒
怪盗団の切り込み隊長である少年。
パンサー / 高巻 杏（たかまき あん）
声 - 水樹奈々
メインペルソナ - カルメン → へカーテ
武器 - 鞭
天真爛漫で素直な性格の少女。
フォックス / 喜多川 祐介（きたがわ ゆうすけ）
声 - 杉田智和
メインペルソナ - ゴエモン → カムスサノオ
武器 - 刀
独特な感性の雰囲気である少年。
クイーン / 新島 真（にいじま まこと）
声 - 佐藤利奈
メインペルソナ - ヨハンナ → アナト
武器 - ナックル
優等生気質で生徒会長を務めている少女。
ナビ / 佐倉 双葉（さくら ふたば）
声 - 悠木碧
メインペルソナ - ネクロノミコン → プロメテウス
武器 - なし
怪盗団をサポートしている少女。
ノワール / 奥村 春（おくむら はる）
声 - 戸松遥
メインペルソナ - ミラディ → アスタルテ
武器 - 斧
上品でおっとりした性格の少女。
クロウ / 明智 吾郎（あけち ごろう）
声 - 保志総一朗
メインペルソナ - ロビンフッド
武器 - ビームサーベル
現役高校生にして名探偵でもある少年。

### ペルソナ4
P4主人公（デフォルト名なし）
声 - 浪川大輔
メインペルソナ - イザナギ → イザナギノオオカミ
武器 - 両手剣
『ペルソナ4』の主人公。八十稲羽に引っ越してきた高校2年生の少年。
花村 陽介（はなむら ようすけ）
声 - 森久保祥太郎
メインペルソナ - ジライヤ → スサノオ
武器 - 短剣
陽気な性格のムードメーカーである少年。
里中 千枝（さとなか ちえ）
声 - 堀江由衣
メインペルソナ - トモエ → スズカゴンゲン
武器 - 靴
八十稲羽で生まれ育ったカンフー好きな少女。
天城 雪子（あまぎ ゆきこ）
声 - 小清水亜美
メインペルソナ - コノハナサクヤ → アマテラス
武器 - 扇
天城屋旅館の一人娘である少女。
巽 完二（たつみ かんじ）
声 - 関智一
メインペルソナ - タケミカヅチ → ロクテンマオウ
武器 - 厚板
不良のような雰囲気をした漢気あふれる少年。
久慈川 りせ（くじかわ りせ）
声 - 釘宮理恵
メインペルソナ - ヒミコ → カンゼオン
武器 - なし
人気絶頂のアイドルである少女。
クマ
声 - 山口勝平
メインペルソナ - キントキドウジ → カムイ
武器 - 爪
着ぐるみのような雰囲気である謎の存在だが、中身は美少年である。
白鐘 直斗（しろがね なおと）
声 - 朴璐美
メインペルソナ - スクナヒコナ → ヤマトタケル
武器 - 銃
代々探偵として活躍してきた家系出身の男装少女。

### ペルソナ3&ペルソナ3 ポータブル
P3主人公（デフォルト名なし）
声 - 石田彰
メインペルソナ - オルフェウス → オルフェウス・改
武器 - 片手剣
『ペルソナ3』および『ペルソナ3 ポータブル』の男性主人公。月光館学園に転入してきた高校2年生の少年。
P3P女性主人公（デフォルト名なし）
声 - 井上麻里奈
メインペルソナ - オルフェウス → メサイア
武器 - 薙刀
『ペルソナ3 ポータブル』の女性主人公。月光館学園に転入してきた高校2年生の少女。
岳羽 ゆかり（たけば ゆかり）
声 - 豊口めぐみ
メインペルソナ - イオ → イシス
武器 - 弓
勝気で明るく前向きな性格の少女。
伊織 順平（いおり じゅんぺい）
声 - 鳥海浩輔
メインペルソナ - ヘルメス → トリスメギストス
武器 - 両手剣
明るくお調子者な性格の少年。
桐条 美鶴（きりじょう みつる）
声 - 田中理恵
メインペルソナ - ペンテレシア → アルテミシア
武器 - 突剣
凛とした性格の生徒会長である少女。
真田 明彦（さなだ あきひこ）
声 - 緑川光
メインペルソナ - ポリデュークス → カエサル
武器 - ナックル
ボクシング部で主将を務めている少年。
山岸 風花（やまぎし ふうか）
声 - 能登麻美子
メインペルソナ - ルキア → ユノ
武器 - なし
引っ込み思案で仲間を支援している少女。
アイギス
声 - 坂本真綾
メインペルソナ - パラディオン → アテナ
武器 - 重火器
シャドウを制圧するために作られた人型兵器の少女ロボット。
天田 乾（あまだ けん）
声 - 緒方恵美
メインペルソナ - ネメシス → カーラ・ネミ
武器 - 槍
ペルソナ使いとしての適性を持つ小学生の少年。
コロマル / 虎狼丸（ころうまる）
メインペルソナ - ケルベロス
武器 - 短剣
主人を事故で亡くした後は野良犬として暮らしていた犬。
荒垣 真次郎（あらがき しんじろう）
声 - 中井和哉
メインペルソナ - カストール
武器 - ハンマー
月光館学園をとある理由で休学している少年。

### 協力者
ひかり
声 - 福圓美里
映画館にいた記憶喪失の少女。違う高校に通っている高校2年生と思われる。メガホンを常に持っており、人とのコミュニケーションが苦手である。
第四シアターにて記憶を取り戻し、ペルソナ使い達とのコミュニケーションが特技になっている。
ナギ
声 - 井上喜久子
映画館の支配人と名乗っている女性。テオドアが来るまではアイテムの売買と作成を担当している。
ドー
声 - 井上和彦
映画館の映写室にいた生物で、ネクタイをしている。正体は幼少時代のひかりの意志が父に忘れてしまった捨てきれない「恐怖の気持ち」によって歪んで、具現化した存在の過去のフィルムである。

### 担当・ナビボイス
エリザベス
声 - 沢城みゆき
ベルベットルームの住人。チケット売り場を担当。『ペルソナ2 罪』のミツギに似た衣装をしている。
テオドア
声 - 諏訪部順一
ベルベットルームの住人。アイテムの売買と作成を担当。
マーガレット
声 - 大原さやか
ベルベットルームの住人。イケニエ合体関連を担当。
マリー
声 - 花澤香菜
ベルベットルームの住人。すれちがい通信関連を担当。
カロリーヌとジュスティーヌ
声 - 豊崎愛生
ベルベットルームの住人。ペルソナ合体関連を担当。
堂島 菜々子（どうじま ななこ）
声 - 神田朱未
P4主人公の従妹。有料ダウンロードコンテンツを購入することによって、ナビボイスとして使用可能になる。

### シアターの人々
カモシダーマン
声 - 三ツ矢雄二
第一シアターのボス。『ペルソナ5』の鴨志田に似た姿をしている。
草食恐竜の群れ
第二シアターのキャラクター。女子のような髪型をしている。島のどこかにある楽園を目指している。行動指針は、群れの多数決によって決めている。
ヨウスケサウルス
第二シアターのボスの一人。陽介の顔と恐竜の体を合わせたような姿である。
クイーン・ジョー
第二シアターのボスの一人。
リボン
突如として自我が生まれた少女型のロボット。アイギスをデフォルメしたような姿である。
指導者
声 - 堀秀行
リボンを作った開発者の男性。『ペルソナ3』の幾月に似た姿をしている。
マザーコンピュータ
声 - 堀秀行
第三シアターのボス。
ひかりの父親
声 - 井上和彦
第四シアターのボスであるドーの本来の姿。幻影で過去のフィルムから具現化された存在である。
エンリル
声 - 井上喜久子
最終シアターのボス。ナギの本来の姿で、人々達のネガティブな心を幽閉して、自称・安全な楽園として管理になっているらしい。

## 舞台

### シアター
主人公達が冒険する映画の世界。主人公たちの介入によって内容が若干変化している。
第一シアター「カモシダーマン」
『ペルソナ5』のイメージがキャスティングした夜の大都市のような世界。ヒーローの鴨志田が支配者として君臨している。ナギによれば、元々のヒーローは違うキャラだったが、怪盗団が映画に入ったことで変化したらしい。
第二シアター「ジュネシック・ランド」
『ペルソナ4』のイメージがキャスティングした絶海の孤島の世界。遺伝子操作によってよみがえった恐竜が生息している。草食恐竜の群れのうち一頭が、陽介の顔になっている。
第三シアター「A.I.G.I.S」
『ペルソナ3』のイメージがキャスティングしたAIによって管理された都市の世界。住民は全てロボットであり、全く同じ姿をしている。個性に芽生えた個体などのアイギスのような姿になっている。
第四シアター「???」
ミュージカルのような世界。登場人物たちはそろって、個性を否定する内容の曲を歌っている。ひかりに似た少女が登場する。
大衆の映画館街
映画館の外。いくつもの映画館がたち建ち並ぶ大通り。

## 用語
F.O.E
本作は「フィルム・オプスキュリテ・エタンデュ」の略称。
「心の怪盗団」の予告状
『ペルソナ5』でのお馴染みの予告状。第一シアターのボスなどで使用する。

## 主題歌
オープニングテーマ「ROAD LESS TAKEN」
作詞 - Benjamin Franklin、Lotus Juice / 作曲 - 喜多條敦志 / 歌 - 川村ゆみ、平田志穂子、Lyn
エンディングテーマ「colorful world」
作詞 - 定形倫 / 作曲 - 喜多條敦志 / 歌 - 川村ゆみ、平田志穂子、Lyn

## スタッフ
- プロデューサー - 金田大輔
- ディレクター - 藍原裕太
- キャラクターデザイン - 副島成記
- シリーズサウンドディレクター - 目黒将司
- サウンドコンポーザー - 喜多條敦志

## 漫画版
ペルソナQ2 ニュー シネマ ラビリンス Roundabout SP（ラウンダバウト スペシャル）
『電撃ペルソナQ2』（電撃オンライン）2018年11月2日から2018年12月28日まで連載。作画はあかうめ。本作の日常を描いたショートコメディ。